# Główna liczba kwantowa
Główna liczba kwantowa (n) – pierwsza z liczb kwantowych opisujących układ kwantowy określająca energię układu, np. energię elektronów w atomie. Przyjmuje ona wartości liczb naturalnych n = 1, 2, 3, 4, 5, 6, 7... Stany kwantowe o tej samej wartości głównej liczby kwantowej tworzą powłokę elektronową, zwaną poziomem energetycznym. Powłoki te oznacza się kolejno K, L, M, N, O, P, Q. Powłoce K odpowiada n = 1, powłoce L odpowiada n = 2...
Znając wartość głównej liczby kwantowej można oszacować średnią odległość elektronu od jądra oraz określić prawdopodobieństwo znalezienia się elektronu w pobliżu jądra.
Za pomocą głównej liczby kwantowej można obliczyć maksymalną liczbę elektronów na danej powłoce. 
2n2 = maksymalna liczba elektronów na danej powłoce
Dlatego na powłoce K mogą znajdować się maksymalnie 2 elektrony, a na powłoce L maksymalnie 8 elektronów itd.